# ТВ-25 «Закарпаття»
25-й (Закарпатський) Тактичний відтинок «Закарпаття» належав до Військової округи-4 «Говерля», групи УПА-Захід. 
У липня 1945 командиром відтинку був призначений Іван Кедюлич-"Довбня", однак він загинув 1 серпня 1945 на марші поблизу села Лісники Бережанського району Тернопільської області, не перейнявши посади. 
На відділи ТВ-25 «Закарпаття» не ділився.